# Jordan Howard
Jordan Howard (Morristown, Nueva Jersey, 6 de enero de 1996) es un baloncestista estadounidense, de ascendencia puertorriqueña, que pertenece a la plantilla del Ningbo Rockets de la Chinese Basketball Association. Con 1,80 metros de estatura, juega en la posición de base.

## Trayectoria deportiva

### Universidad
Jugó durante tres temporadas con los Bears de la Universidad de Arkansas Central, en las que promedió 20,4 puntos, 3,3 rebotes y 2,6 asistencias por partido. Fue elegido en su primera temporada como freshman del año de la Southland Conference,  en las tres restantes incluido en el mejor quinteto de la conferencia. Además, en su último año fue elegido Jugador del Año tras liderar la conferencia en anotación, promediando 25,1 puntos por partido.

### Profesional
Tras no ser elegido en el Draft de la NBA de 2018, disputó las Ligas de Verano de la NBA con los Golden State Warriors, promediando 5,0 puntos y 2,5 rebotes en cuatro partidos. Fue posteriormente elegido en la décima posición del Draft de la NBA G League por los santa Cruz Warriors, aunque finalmente no formó parte de su plantilla.
El 25 de noviembre fichó por los Texas Legends, donde únicamente disputó cuatro partidos, en los que promedió 4,2 puntos y 2,2 rebotes, siendo despedido el 17 de diciembre.
El 4 de enero de 2019 fue adquirodo de entre los descartes por los Raptors 905, con los que acabó la temporada regular promediando 12,3 puntos y 2,7 asistencias por encuentro.
El 4 de octubre de 2021, firma por los Brujos de Guayama de la Baloncesto Superior Nacional.
El mes siguiente, se incorpora a los Capitanes de Ciudad de México de la NBA G League.
El 14 de febrero de 2022, firma por el SIG Strasbourg de la LNB Pro A.
El 19 de junio de 2022, firma por el Napoli Basket de la Serie A italiana.
El 4 de agosto de 2023, firma por el Monbus Obradoiro de la liga ACB.
El 23 de mayo de 2024, firma por el Osos de Manatí de la Baloncesto Superior Nacional.
El 2 de septiembre de 2024, firma por los Ningbo Rockets de la Chinese Basketball Association.[cita requerida]

### Selección nacional
Durante agosto y septiembre de 2023 fue integrante de la selección de Puerto Rico que participó en el Mundial de 2023 celebrado en Asia, y que finalizó en decimosegundo lugar.
Entre julio y agosto de 2024 fue parte de la selección absoluta de Puerto Rico, que disputó los Juegos Olímpicos de París, finalizando en decimosegunda posición.